# Martin Behm
Pour les articles homonymes, voir Behm.
Martin Behm (Böhme, Boehm, Behemb Behem, Boheim, Bohme, Bohemus, ou Bohemius) est un pasteur allemand et auteur de cantiques né à Lauban (aujourd'hui Lubań, en Pologne) le 16 septembre 1557 et décédé dans la même ville le 5 février 1622.

## Biographie
Fils de Hans Behm, surveillant de la ville, Martin fait ses premières études à Lauban mais en 1574, à la suite d'une famine prolongée, un ami de la famille, le docteur Paul Fabricius, médecin royal à Vienne, prend en charge le jeune étudiant. Il pourra poursuivre sa formation dans la capitale autrichienne et même poursuivre, à partir de 1576, à l'université d'Heidelberg. Il se rend à Strasbourg et y fait la connaissance de Johann Sturm, fondateur de l'université de la ville. À la mort de son père, en 1580, sa mère lui demande de rentrer à Lauban où il est nommé instructeur adjoint à l'école de la ville à la Pâques 1581 puis diacre de l'église de la Sainte Trinité le 2 septembre de la même année. À la mort du pasteur de Breslau (aujourd'hui Wrocław, en Pologne), les autorités gardent le poste vacant deux années durant pour permettre à Martin Behm de se dégager de ses obligations et de l'occuper ensuite. Il officiera ici pendant 36 ans et sera unanimement loué et respecté. Une maladie le cloue alors au lit pour 24 semaines et il meurt dans sa ville natale.
Johann Sebastian Bach a utilisé ses textes dans deux cantates, les BWV 58 et 118.

## Œuvre
Il a produit plus de 480 hymnes qui soulignent en particulier les souffrances du Christ, sur lesquelles il médita tout au long de sa vie.
- Die drey grossen Landplagen: Krieg, Tewrung, Pestilentz. Wittenberg 1601 (Digitalisat)
- Drey schöne geistliche Comoedien. Wittenberg 1618
- Spectaculum … Das blutige Schawspiel des bittern Leidens … Jesu Christi. Wittenberg 1616
- Theologia … Geistliche Betrachtung des Menschen. Wittenberg 1624
- (Sélection de 100 hymnes), in Das deutsche Kirchenlied, hrsg. Philipp Wackernagel, Bd. 5, Hildesheim 1964, S. 196–247